# Grandayy
Grandayy (* 1. června 1994 Malta), též známý jako grande1899, je maltský youtuber a hudební producent známý především svou tvorbou memů, coverů písní využívajících systém notových bloků v Minecraftu a dalšího komediálního obsahu. Je spojován s dalšími youtubery zaměřenými na memy, jako jsou Dolan Dark a FlyingKitty, a také různými youtubery podporován, například PewDiePiem či VoiceoverPetem. V února 2021 se s více než 2,9 milionu odběratelů stal nejodebíranějším maltským youtuberem.

## Kariéra
Vystudoval medicínu, ale od roku 2011 se věnuje YouTube. Svá první videa natočil v roce 2007 na svůj původní kanál grande1899. V roce 2011 natočil několik noteblockových coverů písní ze hry Minecraft. Dne 2. července 2014 založil druhý kanál (nyní s názvem Grandayy). Dne 18. března 2013 zveřejnil na svém účtu Grandayy první meme, Half-Life 3, s použitím klipů z filmu Interstellar. Dne 1. listopadu 2016 zveřejnil na svém účtu meme „We Are Number One“, který byl mashupem stejnojmenné písně od LazyTownu a písně „Bring Me to Life“ od Evanescence. Dne 7. srpna 2018 se stal prvním maltským youtuberem, který dosáhl jednoho milionu odběratelů.
Navrhl koncept „Minecraft Monday“ a přesvědčil youtubera Keemstara, aby tuto akci uspořádal. Na akci se podíleli i PewDiePie a James Charles.
Dne 3. března 2023 bylo oznámeno, že byl přijat jako juniorský herní vývojář do společnosti Anvil Game Studios a bude pracovat na jejím vlajkovém titulu Holdfast: Nations at War.

## Politické názory
Grandayy je otevřeným odpůrcem Článku 13 a věří, že zákon by mohl „zabít internet“. Varoval, že všichni vysílatelé by mohli čelit cenzuře ze strany automatických botů. Uvedl: „Smutné je, že my youtubeři nemáme žádné lobbistické skupiny nebo odbory, které by za nás mohly bojovat a mluvit za nás přímo s politiky. Většina politiků nemá ponětí o potížích, kterým youtubeři čelí v souvislosti s autorskými právy, ani o tom, jaký typ obsahu typický youtuber vůbec produkuje.“